# Église de l'Assomption-de-Notre-Dame de Bellengreville
L'église de l'Assomption-de-Notre-Dame de Bellengreville est une ancienne église catholique située à Bellengreville, en France.

## Localisation
L'église était située dans le département français du Calvados, sur le territoire de la commune de Bellengreville, au milieu du cimetière.

## Historique
L'édifice datait des XIIe et XIVe siècles. 
L'église est inscrite au titre des monuments historiques le 4 octobre 1932.
Elle a été détruite lors de la bataille de Normandie par des mines par les Allemands en août 1944 ou lors de l'opération Goodwood.